# Вільям Волкер
Вільям Волкер (англ. William Volker; 1 квітня 1859 — 4 листопада 1947) — американський підприємець, меблевий магнат і філантроп, засновник Фонду Вільяма Волкера, відомого у 1950-х та 1960-х тим, що підтримував різних авторів та вчених, що були прихильниками класичного лібералізму або консерватизму.

## Життєпис
Вільям Волкер народився 1 квітня 1859 року в сім'ї мельника Фредеріка Волкера та його дружини Доротеа в Ганновері, Ганноверське королівство. Сім'я Волкерів проживала у селищі Есперке, неподалік від Ганноверу. Вільям був четвертою дитиною з шістьох в сім'ї Волкерів. У віці шести років він почав відвідувати сільську лютеранську школу, де вчився читати, писати, арифметиці, а також вивчав Біблію. У 1866 році Пруссія анексувала Королівство Ганновер. Крім того, через високі податки та економічну кризу життя для Волкерів ставало дедалі тяжчим. У 1870 році Волкери відіслали Фредеріка, старшого сина, до США, щоб він не попав під мобілізацію, оголошену Отто фон Бісмарком напередодні франко-прусської війни.
У 1871 році після проголошення створення Німецької імперії Волкери вирішили приєднатись до Фредеріка, який на той час вже жив у Чикаго. Так, у 12-річному віці Вільям Волкер разом із сім'єю іммігрував до США. Волкери приїхали до Чикаго через декілька днів після Великої чиказької пожежі та побачили місто майже в руїнах. У Чикаго Вільям почав відвідувати школу та вивчав англійську мову, якої майже не знав, коли приїхав до США.
Батько Вільяма влаштувався теслею, відбудовуючи згоріле місто. Вже скоро його дохід дозволив Волкерам купити будинок. Влітку 1873 року 14-річний Вільям Волкер влаштувався на свою першу роботу — різноробом у галантерейній крамниці. Скоро Волкера підвищили до продавця, зокрема, через те, що він міг спілкуватись з німецькомовними покупцями. Крім того, Волкер почав навчання в бізнес-коледжі, щоб навчитись торговій справі. По вечорах він працював репетитором німецької мови, щоб оплатити навчання в бізнес-коледжі. У бізнес-коледжі Волкер вивчав бухгалтерію, а також навчався писати ділові листи. Скоро йому запропонували роботу охоронцем коледжу і він погодився.
У віці 17 років Волкер, завдяки викладачу бізнес-коледжу, влаштувався на роботу бухгалтером до виробника рамок для картин Чарльза Брахвоґеля. На цій роботі Волкер відзначився тим, що домігся сплати боргів від клієнтів, які не платили по 2-3 роки. Крім того, Волкер склав каталог бізнес-процесів компанії, а також співпрацював із представником страхової компанії, коли один із магазинів Брахвоґеля згорів. Зрештою, Брахвоґель підвищив Волкера до головного бухгалтера. Згодом Волкер також став для Брахвоґеля радником з бізнес-питань.
Коли помер власник компанії-виробника картин, Волкер став менеджером компанії. Майже одразу після підвищення, Волкер почав підшукувати нове місце для діяльності компанії, таке, щоб там було менше конкуренції, гарне залізничне сполучення, а також достатні поставки пиломатеріалів з деревини волоського горіха. В 1882 році всім цим вимогам відповідало місто Канзас-Сіті в штаті Міссурі: в місті відбувався будівничий бум, а також місто було жвавим залізничним центром.
Згодом Волкер знайшов двох партнерів, викупив компанію Брахвоґеля та перевіз бізнес до Канзас-Сіті. Волкер виконував роль генерального директора, комерційного директора та директора із закупок, а його партнери відповідали за виробництво. Так у липні 1882 року виникла компанія William Volker & Company. На додаток до основного бізнесу, компанія продавала картини, дзеркала, шафну фурнітуру, коліщатка та інші дрібні предмети, які продаються в меблевих магазинах. У 1885 році партнерство було припинено, і Волкер став єдиним власником компанії. У тому ж році Волкер перевіз до Канзас-Сіті всю сім'ю Волкерів.
Поступово Волкер розширив виробництво, додавши до асортименту лінолеум та ролети. Компанія продовжувала зростати. Короткочасна паніка 1893 року не мала помітного впливу на компанію Волкера, хіба що уповільнила темпи росту. Однак, після цієї паніки Волкер запропонував працівникам компанії схему збереження коштів: він запропонував 6 відсотків тим, хто зберігатиме в нього кошти, і це стало популярним заходом. Крім того, він придбав страхові поліси для частини своїх працівників, сплачуючи внески самостійно.
У 1897 році Волкер заснував компанію з виробництва шторних тканин у Чикаго та призначив працівника своєї компанії Вільяма Реґнері, який пізніше став помітним бізнесменом у Чикаго, поїхати до Чикаго та наглядати за справами компанії. У 1900 році компанія Волкера відкрила представництво у Денвері, Колорадо. У 1901 році чиста вартість компанії Волкера склала 271 000 доларів США. У 20-ому столітті бізнес компанії продовжив розширюватись. До асортименту швидко додавались нові товари: дитячі меблі, дитячі коляски, скриньки з кедрового дерева, світильники, столики, літні меблі та меблі для ґанку, кухонні шафи, набори для сніданку, освітлювальні прилади, щітки для килимів і повна лінія подарунків для дому. У компанії створювались нові спеціалізовані відділи: відділ килимів та відділ драпірування.
У 1906 році компанія Волкера відкрила представництво у Сан-Франциско, Каліфорнія, та у Х'юстоні, Техас. У тому ж році Волкер став мільйонером. У 1908 році була відкрито представництво в Мемфісі, Міссурі. Поступово Волкер все більше залучався до місцевих громадських справ. У 1908 році мер Канзас-Сіті призначив Волкера президентом Ради з питань помилування та умовно-дострокового звільнення, яка здійснювала нагляд за виправними закладами та займалась помилуванням і умовно-достроковим звільненням ув'язнених. У 1909 році мер Канзас-Сіті призначив Волкера головою комісії з вивчення ситуації з безробіттям. У 1910 році Волкер став ініціатором створення департаменту соціального забезпечення в Канзас-Сіті, а також став першим головою департаменту. У 1911 році він пішов з посади голови департаменту. У тому ж році він одружився із Роуз Рьобке, дочкою одного з клієнтів його компанії.
У 1912 році Волкер очолив Раду з освіти Канзас-Сіті. За ініціативою Волкера, особлива увага приділялась фізичному тренуванню та професійній підготовці. У 1914 році зі спливом строку своїх повноважень, Волкер покинув посаду. Тим часом бізнес Волкера продовжував процвітати. У 1911 році чисті активи його компанії оцінювались у 1 311 000 доларів США. У 1917 році компанія Волкера зробила працівників компанії акціонерами компанії. У 1919 році компанія Волкера відкрила представництво у Сіетлі, Орегон. У 1921 році чисті активи компанії Волкера дорівнювали 2 944 000 доларів США. У тому ж році компанія відкрила представництва в Лос-Анджелесі, Каліфорнія, та Далласі, Техас.
У 1919 році Волкер найняв свого небожа, Гарольда Лухноу, клерком у William Volker & Company. Тим часом бізнес Волкера з виробництва шторних тканин також почав розширюватись: у 1924 році був відкритий завод у Лос-Анджелесі. Меблевий бізнес продовжував розширюватись: у 1925 році було відкрито представництво у Портленді, Орегон, у 1927 — в Солт-Лейк-Сіті, Юта, та Оклахома-Сіті, Оклахома, у 1928 — у Вічиті, Канзас. У 1928 році чисті активи компанії Волкера досягли 4 900 000 доларів США. У 1928 році Волкер повернув свого небожа Гарольда Лухноу з далласького представництва та зробив його головним менеджером з продажів компанії.
Під час Великої депресії бізнес Волкера постраждав. У 1930 році та першій половині 1931 року компанія Волкера зазнала збитків. У зв'язку з цим було вирішено скоротити робочі години та зарплати, однак не звільняти персонал повністю. Компанія почала відновлюватись у 1934 році, а в 1935 році вже вийшла на прибутковість. Здоров'я Волкера почало погіршуватись, і він поступово почав передавати все більше справ Гарольду Лухноу. У 1937 році Волкер відійшов від справ, передавши управління меблевим бізнесом Лухноу. Бізнес з виробництва шторних тканин він продав своєму менеджеру Вільяму Реґнері. Після виходу у відставку Волкер зосередився на благодійності.
Волкер помер у віці 88 років 4 листопада 1947 року.

## Особисте життя
У Волкера та його дружини Роуз не було дітей.

## Філантропічна діяльність
Волкер анонімно займався благодійністю. Він був щедрим спонсором Provident Association — організації допомоги малозабезпеченим. Волкер також став спонсором створення туберкульозного відділення в загальному стаціонарному госпіталі Канзас-Сіті, Міссурі. Починаючи з 1909 року Волкер також був спонсором Інституту «Рука допомоги» (англ. The Helping Hand Institute), метою якого було дати житло, нагодувати та знайти продуктивну роботу для бездомних та безробітних. Крім того, Волкер допомагав місцевим госпіталям.
У 1932 році Волкер заснував благодійний Фонд Вільяма Волкера. Серед цілей фонду, серед іншого, було дбати про хворих, літніх і безпомічних; надавати можливості й засоби для фізичного, розумового, морального і духовного розвитку людей; покращувати умови життя та праці; та надавати освіту та освітню інфраструктуру.
Крім того, Волкер подарував колекцію археологічних реліквій Музею Канзас-Сіті.
У 1942 році Волкер пожертвував 1 000 000 доларів США Університету Канзас-Сіті (зараз — Університет Міссурі —Канзас-Сіті).

## Вшанування пам'яті
У 1950 році в Канзас-Сіті, Міссурі, на честь Волкера був названий бульвар — Волкер-булевард (англ. Volker Boulevard). У 1958 році в Канзас-Сіті був відкритий Меморіальний фонтан Вільяма Волкера. У травні 2024 року Меморіальний фонтан Вільяма Волкера став жертвою акту вандалізму: була зіпсована скульптура всередині фонтану, а саме в чоловічої статуї була відбита нога, а в статуї фавна — рука.